# Grand Hotel (album)
Grand Hotel è un album discografico del gruppo inglese Procol Harum, di genere rock progressivo, pubblicato nel 1973 dall'etichetta discografica Chrysalis.

## Il disco
L'album, il primo inciso per l'etichetta Chrysalis, è una mistura di pezzi orchestrati e brani più rockeggianti. Il chitarrista Dave Ball, sostituto di Robin Trower per il solo album dal vivo Procol Harum Live with the Edmonton Symphony Orchestra  pubblicato l'anno precedente, se ne andò poco dopo il servizio fotografico per la copertina dell'album, per essere sostituito da Mick Grabham. I testi di Keith Reid toccano problematiche sociali, come in TV Caesar dove si tratta l'influenza pervasiva della televisione. L'album entrerà nei primi 30 posti della classifica americana.
Il paroliere Keith Reid, figura significativa nell'economia del gruppo, è di fatto considerato membro del gruppo stesso.
La copertina raffigura i musicisti in frac e cilindro davanti ad un edificio (presumibilmente un grand hotel).

## Tracce
Lato A
1. Grand Hotel – 6:10 (Gary Brooker, Keith Reid)
2. Toujours l'amour – 3:31 (Gary Brooker, Keith Reid)
3. A Rum Tale – 3:20 (Gary Brooker, Keith Reid)
4. TV Caesar – 5:52 (Gary Brooker, Keith Reid)

Lato B
1. A Souvenir of London – 3:23 (Gary Brooker, Keith Reid)
2. Bringing Home the Bacon – 4:21 (Gary Brooker, Keith Reid)
3. For Liquorice John – 4:27 (Gary Brooker, Keith Reid)
4. Fires (Which Burnt Brightly) – 5:10 (Gary Brooker, Keith Reid)
5. Robert's Box – 4:45 (Gary Brooker, Keith Reid)

## Formazione
- Chris Copping - organo
- Alan Cartwright - basso
- B.J. Wilson - batteria
- Mick Grabham - chitarra
- Gary Brooker - pianoforte e voce
- Keith Reid - testi

### Altri musicisti
- Christianne Legrand voce in Fires (Which Burnt Brightly)
- The Pahene Recorder Ensemble in Bringing Home the Bacon

## Edizioni
- 1973 - Grand Hotel - LP - Chrysalis
- 1973 - Grand Hotel - MC - Chrysalis
- 1995 - Grand Hotel - CD - Essential Records